# Fassfern
Fassfern (historisch: Fassiefern) ein kleiner Ort am Nordufer von Loch Eil am Ende des Tales Glen Suileag (schottisch-gälisch Gleann Sùileag).
1745 hat Bonnie Prince Charlie in Fassiefern übernachtet und sich angeblich am folgenden Morgen eine in einem Garten gepflückte weiße Rose an den Hut gesteckt. Diese Weiße Rose wurde – teilweise stilisiert als weiße Kokarde – zum Erkennungszeichen der Jakobiten. Fassfern ist traditionell Gebiet der Camerons of Fassifern. Im Ort steht Fassfern House, ein Landsitz des Clans, dessen heutiges Aussehen auf einen Ausbau von etwa 1770 zurückgeht.
Durch den Ort führt die Panoramastraße Road to the Isles. Während die moderne A830 geradlinig am Ufer des Lochs verläuft, war die erste, 1804 von Thomas Telford begonnene Straße von Fort William nach Arisaig mehr an das Gelände des Tales angepasst. Eine der wenigen original aus dieser Zeit erhaltenen Brücken überquert im Ort den Bach Suileag Burn (schottisch-gälisch An t-Sùileag).